# 桑原大輔
桑原 大輔 （くわはら だいすけ、1978年8月25日（46歳） - ）は、音楽プロデューサー、作曲家、編曲家、ギタリスト。福岡県出身。

## 来歴
福岡市在住。音楽プロデューサー、作曲、編曲、レコーディング、ミキシング、マスタリング、原盤制作などを行う。近年は主に九州在住の音楽家の育成やプロデュースを行う。YUI、絢香のインディーズ時代のサポートも担当した。

## レコーディング参加リスト
- I'S9
- I's3
- 保坂朱乃
- ビーグルクルー
- 零式☆下剋嬢
- おはガールふわわ
- 浜崎絵里歌
- 弥栄
- 佐藤茉莉花
- ソラノ歩美
- CREATE
- Bigfumi